# Jan z Mailly
Jan z Mailly OP (ur. pod koniec XII wieku w Mailly we Francji, zm. w 2. poł. XIII wieku) – francuski dominikanin, duchowny diecezji Auxerre, hagiograf, autor legendariusza pt. Abbreviatio in gestis et miraculis sanctorum. Z dzieła tego, które Jan z Mailly ukończył w roku 1243, po wstąpieniu do zakonu, korzystali Wincenty z Beauvais w Speculum historiae oraz Jakub de Voragine w Złotej legendzie. Jan z Mailly zredagował również kronikę pt. Chronica universalis metensis, która obejmuje dzieje chrześcijaństwa do roku 1254 i wspomina o kobiecie na tronie papieskim.